# Gudhem
Gudhem est une localité de Suède située dans la commune de Falköping du comté de Västra Götaland. Elle couvre une superficie de 0,34 km2. En 2010, elle compte 427 habitants.

## Personnalités
Rudolf Svensson (1899-1978), champion olympique de lutte en 1928 et 1932, est né à Gudhem.